# Alonso Mudarra

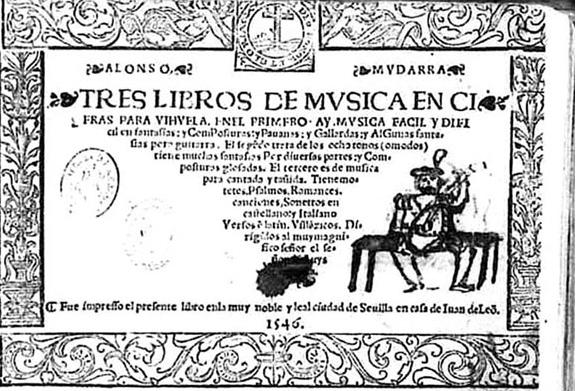
Alonso Mudarra művének címlapja, Tres libros de musica en cifra para vihuela (Sevilla, 1546.)

Alonso Mudarra (cca. 1510. – 1580. április 1.) a reneszánsz korának spanyol zeneszerzője és vihuela-zenésze. Egyike annak a hét vihuelásnak, akiknek művei a 16. századból fennmaradtak. A zenetörténetben elsőként publikált gitárra írott zeneműveket.
Születésének helyét és pontos idejét nem ismerjük, csak az biztos, hogy a Guadalajarai hercegi udvarban nőtt fel, és ott végezte zenei tanulmányait is. Az 1530-as években Itáliába került, V. Károly német-római császár udvari zenésze lett. 1546-ban, Spanyolországba való visszatérte után a sevillai katedrális kanonokává nevezték ki, ezt a tisztséget haláláig betöltötte.
Mudarra 1546-ban Sevillában adta ki Tres libros de musica en cifra para vihuela című 77 művet tartalmazó tabulatúrás könyveit, melyek 44 vihuela szólót, 26 vihuelával kísért éneket, 6 gitárdarabot és egy hárfára vagy orgonára írt zeneművet foglalnak magukban. Ezek részben saját kompozíciók, részben más zeneszerzők műveinek átiratai, fantáziák, romanescák, pavane-ok, gaillarde-ok, tientók, cancionok és villancicók.

## Lásd még
- Luys de Milán
- Luis de Narváez
- Enríquez de Valderrábano
- Diego Pisador
- Miguel de Fuenllana
- Esteban Daza